# Lecane sinuata
Lecane sinuata är en hjuldjursart som först beskrevs av Hauer 1938.  Lecane sinuata ingår i släktet Lecane och familjen Lecanidae. Inga underarter finns listade i Catalogue of Life.